# Рік зайця (роман)
«Рік зайця» (фін. Jäniksen vuosi) — роман фінського письменника Арто Паасілінна, написаний у 1975 році, який за китайським гороскопом вважався роком Зайця. Книга була видана концерном Weilin+Göös, а пізніше була перевидана великими фінськими видавництвами WSOY і Gummerus. Роман був перекладений на 20 мов, у тому числі на англійську, російську, італійську, французьку, німецьку, угорську, датську та ін. Цей роман — найбільш читаний роман Арто Паасілінни. У 1994 році книга увійшла до списку представницьких книг, складений ЮНЕСКО. Показово, що це одна з шести фінських книг, які увійшли до списку.

## Сюжет
Гельсінський журналіст Ватанен випадково збиває машиною зайця. Пошкодувавши нещасного перелякане звірятко, він підбирає його і разом з ним пішки вирушає в захоплюючу подорож по Фінляндії, вирішивши покінчити з усім, що до того дня становило його життя. І в підсумку знаходить справжню свободу.

### Зміст
Пожалівши нещасне перелякане звірятко, Ватанен підбирає, підліковує його, рішуче рве всі старі зв'язки і разом з зайченям пішки вирушає в довгу захоплюючу подорож по Фінляндії, вирішивши використати цей випадок як шанс піти від остогидлого повсякденного життя, де тільки і є що нелюбима дружина, яка не любить тебе та нудна робота.
На своєму шляху Ватанен познайомився з різними людьми, примудрився потрапити в кумедні і не дуже ситуації, мандрував від міста до міста, від лісу до лісу і від роботи до роботи. Автор нам ніби каже: вважай, що ти не жив, якщо: Не ловив рибу із схиблених старим. Не з'являвся на званій вечері для генералів і їхніх дружин. Не мив корову, витягнуту з болота. Не рятував товариша від одного лижного інструктора, схильного до жертвоприношення. Не вистежував ведмедя в чужій країні. І все це в компанії вірного зайця. Цей дикий звір стає справжнім другом і соратником і проходить всі пригоди разом з головним героєм.

### Зустрічі
Він відмовляється від роботи і суєти цивілізації і починає довгу подорож всередині самої невинної природи, з півдня на північ країни. Ватанен подорожує і зустрічається з різними людьми в різних обставинах, під час яких він перебуває завжди в супроводі зайця, який в той же час зростає і стає дорослою твариною поряд з люблячою людиною, яка врятувала його життя. У наступні дні блукає він в автобусі серед озер південної Фінляндії, прихопивши з собою зайця. Його колега попереджує газету про його втечу; він пориває по телефону з дружиною. Він вирушає на північ, але в районі Куопіо був заарештований, але потім звільнений. Через комісара, він знайомиться з його попередником, Ханнікайненом, що зараз вже на пенсії і займається рибальством. Ханнікайнен довіряє в Ватанену свою таємницю: він переконаний, що президент Республіки Урхо Кекконен помер ще у 1968 році і замінений на ідеального двійника, на декілька років молодшим.

### Маршрут
Протягом роману ми слідкуємо, як Ватанен і його заєць подорожують від міста до міста, починаючи подорож від Гейноли, вони продовжують свій шлях до міст Міккелі, Куопіо, Нурмес, Сонкаярві, Кугмо, Посіо, Рованіемі та Соданкюля. Товариші перетинають кордон з радянським Союзом, біля Кандалакши, де на Ватанена нападає ведмідь. Далі він був затриманий прикордонниками і опинився у Петрозаводську, а потім-Ленінград, і коло замикається, коли він повертається на батьківщину, в Гельсінкі.

## Екранізації
Роман був екранізований двічі:
- У Фінляндії режисером Risto Jarva The Year of the Hare (фільм) (Jäniksen vuosi, 1977);
- У Франції режисером Marc Rivière «Заєць Ватанена» (Le Lièvre de Vatanen, 2006).